# Malva (Hiszpania)
Malva – gmina w Hiszpanii, w prowincji Zamora, w Kastylii i León, o powierzchni 27,33 km². W 2011 roku gmina liczyła 167 mieszkańców.